# Raceland (Louisiana)
Raceland és una població dels Estats Units a l'estat de Louisiana. Segons el cens del 2000 tenia 10.224 habitants.

## Demografia
Segons el cens del 2000, Raceland tenia 10.224 habitants, 3.656 habitatges, i 2.837 famílies. La densitat de població era de 182,3 habitants/km².
Dels 3.656 habitatges en un 37,2% hi vivien nens de menys de 18 anys, en un 57,2% hi vivien parelles casades, en un 15,8% dones solteres, i en un 22,4% no eren unitats familiars. En el 18,9% dels habitatges hi vivien persones soles el 8,6% de les quals corresponia a persones de 65 anys o més que vivien soles. El nombre mitjà de persones vivint en cada habitatge era de 2,77 i el nombre mitjà de persones que vivien en cada família era de 3,14.
Per edats la població es repartia de la següent manera: un 27,7% tenia menys de 18 anys, un 9,3% entre 18 i 24, un 27,5% entre 25 i 44, un 22,6% de 45 a 60 i un 12,9% 65 anys o més.
L'edat mediana era de 35 anys. Per cada 100 dones de 18 o més anys hi havia 89,3 homes.
La renda mediana per habitatge era de 31.969 $ i la renda mediana per família de 35.460 $. Els homes tenien una renda mediana de 33.340 $ mentre que les dones 17.399 $. La renda per capita de la població era de 15.539 $. Entorn del 15,6% de les famílies i el 18% de la població estaven per davall del llindar de pobresa.

## Poblacions properes
El següent diagrama mostra les poblacions més properes.